# Róża Nowotarska
Róża Nowotarska (ur. 18 grudnia 1920 w Krakowie, zm. 28 marca 2012 w Waszyngtonie) – polska dziennikarka, tłumaczka, publicystka, malarka i poetka; od 1949 na emigracji w Stanach Zjednoczonych.

## Życiorys
Działaczka emigracyjna i reporterka. Pracowała w radiowej rozgłośni Sekcji Polskiej Głosu Ameryki.
Publikowała m.in. w emigracyjnym „Dzienniku Polskim”, londyńskich „Wiadomościach” Grydzewskiego, „Gwieździe Polarnej”, „Nowym Świecie”.

## Publikacje
- Wspomnienia, opowiadania, rozmowy, recenzje, przyczynki, szkice, ze świętym Jerzym w środku, Chicago: Róża Nowotarska, 2003
- Wspomnienia, opowiadania, rozmowy, recenzje i szkice, z Antkiem Czerwcowym w środku, Chicago, 2002
- Słowo na sercu: Zbigniew Chałko (1921-1996), Toruń, Uniwersytet Mikołaja Kopernika, 1998
- Ziemia i słowo, Nowy Jork, Poray Book Publ., 1979
- Świat Jerzego Połomskiego, album, A. Poray Book Publishing, Nowy Jork, 1978
- Tryptyk wojenny, Londyn, Oficyna Poetów i Malarzy, 1974
- Gentleman z Michigan, Marek Święcicki i Róża Nowotarska, Londyn, Polska Fundacja Kulturalna, 1970
- W Sag Harbor